# Armoriale della Repubblica di Firenze

Bandiera della Repubblica di Firenze.

L'Armoriale della Repubblica di Firenze raccoglie gli stemmi dell'Araldica civica della Firenze Medievale.
Dal punto di vista araldico la Firenze Medievale rappresenta una realtà unica nel suo genere. Accanto all’affermarsi delle armi gentilizie delle famiglie nobili, in ambito fiorentino si assiste ad una vera e propria proliferazione di "insegne civiche o di comunità" attraverso le quali si contraddistinguevano istituzioni, magistrature ed uffici pubblici; tale simbologia risultò forse più significativa che altrove. Il motivo di questo rigoglioso stemmario cittadino è da ricercasi nella storia stessa della Repubblica di Firenze ed in particolare negli avvenimenti che, nella seconda metà del XIII secolo portarono alla costituzione del Governo del Primo Popolo (1215) e quindi, con la promulgazione degli "Ordinamenti di Giustizia" dell'anno 1292, ad una significativa emarginazione della nobiltà di origine feudale dalla vita politica cittadina.

## Istituzioni della Repubblica di Firenze
| Stemma | Denominazione Istituzione e Blasonatura                                                          |
| ------ | ------------------------------------------------------------------------------------------------ |
|        | Bandiera della Repubblica di Firenze Di rosso alla croce d'argento.                              |
|        | Stemma della città di Firenze dal 1251 D'argento al giglio di Firenze di rosso.                  |
|        | Stemma della città di Firenze fino al 1251 Di rosso al giglio di Firenze d'argento.              |
|        | Popolo di Firenze D'argento alla croce di rosso.                                                 |
|        | Comune di Firenze Partito di argento e di rosso.                                                 |
|        | Priori delle Arti o di Libertà D'azzurro alla parola maiuscola "LIBERTAS" d'oro, posta in banda. |
|        | Gonfalone della Chiesa Di rosso alle chiavi in decusse d'oro.                                    |

## Uffizi e Magistrature
| Stemma | Denominazione Uffizio o Magistratura e Blasonatura |
| ------ | --- |
|        | Capitani di Parte Guelfa D'argento all'aquila di rosso afferrante un drago di verde e sormontata da un piccolo giglio di Firenze di rosso. |
|        | Ufficio dell'Archivio Generale D'azzurro alla mano sinistra al naturale col dito indice alzato in segno indicativo, col polsino bianco ed il tronco di manica di rosso. |
|        | Ufficio del Monte Comune o delle Graticole D'argento al monte di sei d'oro sormontato da un giglio di Firenze d'oro. |
|        | Otto di Guardia e Balia D'argento al cavaliere in armatura tenente una spada sguainata con la mano destra ed un palvese (scudo) con la croce del popolo nella sinistra, su di un cavallo bianco con la gualdrappa verde ornata della Croce del Popolo sulla parte terminale. |
|        | Magistrato dei Cinque Conservatori del Contado e Dominio Fiorentino D'azzurro alla colomba sorante d'argento posata su un rametto di olivo al naturale. |
|        | Conservatori di Legge D'argento alla figura di donna (o della Giustizia) a piedi nudi con gonna rossa e corpetto azzurro, il braccio destro alzato impugnante una spada, il sinistro tenente una bilancia.                                                                   |
|        | Tribunale di Mercatanzia D'argento al giglio di Firenze rosso sormontante un torsello ammagliato d'azzurro. |
|        | Capitani di Or San Michele D'azzurro alle lettere maiuscole "O S M" d'oro. |
|        | Ufficio dei Pupilli D'argento alla figura di giovane in calzamaglia rossa e giaccone azzurro, con polsini e colletto bianco, il braccio destro a squadra, il sinistro pende lungo il fianco; nelle mani un cartiglio spezzato.                                               |
|        | Maestri di Dogana D'azzurro alla torre quadra con merli guelfi d'oro. |
|        | Maestri del Sale D'argento alla coppa coperta di rosso. |
|        | Ufficiali della Grascia D'azzurro ai due delfini d'oro affrontati dalle cui bocche escono due montoni di rosso; fra di essi un moggio d'oro dal quale sporgono cinque spighe di grano al naturale.                                                                           |
|        | Maestri della Gabella e dei Contratti D'argento al leone rampante d'oro lampassato di rosso abbrancante in alto un cartiglio d'oro con la scritta maiuscola "CONTRATTI". |
|        | Ufficio delle Decime D'argento al giglio di Firenze di rosso dimezzato verticalmente a destra accompagnato a sinistra da una lettera V maiuscola dello stesso |
|        | Magistrato dell'Onestà D'argento ai due leoni controrampanti d'oro con un picco giglio di Firenze fra le loro teste. |
|        | Maestri della Zecca D'azzurro seminato di Fiorini d'oro. |

## Suddivisione amministrativa della città: Quartieri, Sestieri e Gonfaloni
La città medievale era divisa in quattro quartieri denominati come le vecchie porte (Porta del Vescovo o del Duomo, Porta S.ta Maria, Porta S. Piero e Porta S. Pancrazio o Brancazio). Con l'ampliamento della città nell'anno 1078 e l'allargamento all'Oltrarno della cinta muraria (ultimata nel 1258) la città venne divisa in sestieri ed i vecchi quartieri furono aboliti. I sestieri sopravvissero fino al 1343, anno della cacciata da Firenze di Gualtieri di Brienne, noto come il Duca di Atene. Dopo tale data, nell'ambito delle numerose riforme che seguirono, furono ripristinati i quartieri a loro volta suddivisi nei Gonfaloni. Tali quartieri furono rinominati con il nome della chiesa principale presente all'interno del quartiere stesso (Santo Spirito, Santa Croce, Santa Maria Novella, San Giovanni).

### I primi quartieri
I quattro antichi quartieri, Porta del Vescovo o del Duomo, Porta S.ta Maria, Porta S. Piero e Porta S. Pancrazio o Brancazio, sono esistiti fino alle riforme del 1172. Gli stemmi degli antichi quartieri non sono attestati, è molto probabile che, nel periodo della loro esistenza, la scienza araldica non si fosse ancora pienamente sviluppata.

### I Sestieri
I sestieri furono istituiti nel 1173 ed aboliti nel 1343 con l'istituzione dei nuovi quartieri. Anche i sestieri erano divisi in gonfaloni (tre o quattro per ciascun sestiere). Segue la descrizione di Giovanni Villani (La Cronica, libro III, Cap II):
"Sestiere di Oltrarno colla insegna del ponte; San Piero Scheraggio colla insegna del Carroccio, il quale Carroccio di marmi fu recato da Fiesole a Firenze ed è nella fronte di detta Chiesa di San Piero; Borgo colla insegna del becco imperiocché in quello Sesto stavano tutti i beccai e di loro mestiere ed erano a qué tempi molto innanzi alla città; San Brancazio colla insegna della branca di leone per lo nome, Porta del Duomo colla insegna del Duomo, e porta San Piero colla insegne delle chiavi."
| Stemma | Denominazione e Blasonatura                                                                                        |
| ------ | --- |
|        | Sestiere Oltrarno D'argento al ponte merlato di rosso, su una campagna d'acqua.                                    |
|        | Sestiere di San Piero Scheraggio D'argento alla ruota d'azzurro                                                    |
|        | Sestiere Borgo Santi Apostoli D'argento al becco di nero.                                                          |
|        | Sestiere San Brancazio (San Pancrazio) D'argento alla branca di Leone rossa in banda movente dal lato dello scudo. |
|        | Sestiere Porta del Duomo Di [...] alla figura del battistero di [...]                                              |
|        | Sestiere di Porta San Pietro D'argento alle chiavi di rosso.                                                       |

#### Gonfaloni dei Sestieri
| Stemma | Denominazione e Blasonatura                                                            |
| ------ | -------------------------------------------------------------------------------------- |
|        | Gonfalone della Scala il campo vermiglio e la scala bianca.                            |
|        | Gonfalone della Ferza (Sferza) il campo bianco con una ferza nera.                     |
|        | Gonfalone del Nicchio il campo azzurro iv'entro una piazza bianca con nicchi vermigli. |
|        | Gonfalone del Drago Verde il campo rosso con uno dragone verde                         |

| Stemma | Denominazione e Blasonatura                                                                                       |
| ------ | --- |
|        | Gonfalone della Balzana di "pezza gagliarda", cioè a liste a traverso bianche e nere: questa era di San Pulinari. |
|        | Gonfalone del Leone Nero il campo bianco con uno leone rampante nero.                                             |
|        | Gonfalone del Bue il campo giallo con uno toro nero.                                                              |
|        | Gonfalone del Carro il campo azzurro e uno carroccio giallo, ovvero a oro.                                        |

| Stemma | Denominazione e Blasonatura                                                                        |
| ------ | -------------------------------------------------------------------------------------------------- |
|        | Gonfalone della Vipera il campo giallo e una vipera, overo serpe verde.                            |
|        | Gonfalone del Cavallo il campo verde con uno cavallo isfrenato covertato a bianco e a croce rossa. |
|        | Gonfalone dell'Aquila il campo bianco e una aguglia (aquila) nera.                                 |

| Stemma | Denominazione e Blasonatura                                                  |
| ------ | ---------------------------------------------------------------------------- |
|        | Gonfalone del Leone Naturale il campo verde con uno leone naturale rampante. |
|        | Gonfalone del Leone Bianco il campo azzurro con uno leone rampante bianco.   |
|        | Gonfalone del Leone Rosso il campo bianco con uno leone rampante rosso.      |

| Stemma | Denominazione e Blasonatura                                                           |
| ------ | ------------------------------------------------------------------------------------- |
|        | Gonfalone del Leone d'Oro il campo azzurro con uno leone a oro.                       |
|        | Gonfalone del Leone Azzurro il campo bianco con uno leone rampante azzurro incoronato |
|        | Gonfalone del Drago Verde il campo giallo (d'oro) con uno drago verde.                |

| Stemma | Denominazione e Blasonatura                                          |
| ------ | -------------------------------------------------------------------- |
|        | Gonfalone delle Ruote a ruote acerchiate bianche e nere.             |
|        | Gonfalone delle Chiavi il campo giallo (d'oro) con due chiavi rosse. |
|        | Gonfalone del Vaio il di sotto a vai(o) e di sopra rosso.            |

### I Quartieri storici (dal 1343)
I sestieri sopravvissero fino al 1343, anno della cacciata da Firenze di Gualtieri di Brienne, noto come il Duca di Atene; dopo tale data, nell'ambito delle numerose riforme che seguirono, furono ripristinati i quartieri a loro volta suddivisi nei Gonfaloni. Tali quartieri furono rinominati col nome della chiesa principale presente all'interno quartiere stesso (Santo Spirito, Santa Croce, Santa Maria Novella, San Giovanni). I quartieri (suddivisi nei gonfaloni) sopravvissero fino al 1532 anno della nomina di Alessandro dei Medici detto "il Moro" a Duca di Firenze.
| Stemma | Denominazione del quartiere e Blasonatura |
| ------ | --- |
|        | Santo Spirito D'azzurro alla colomba bianca (d’argento) con cinque raggi dorati nel becco Alias: D'azzurro alla colomba dello Spirito Santo d'argento nimbata di rosso, raggiante in punta di cinque raggi d'oro dal becco. |
|        | Santa Croce D'azzurro alla droce d'oro. |
|        | Santa Maria Novella D'azzurro al sole raggiante d'oro. |
|        | San Giovanni D'azzurro al tempio d'oro raffigurante il battistero. Alias: D'azzurro al battistero di S. Giovanni d'oro, accostato da due chiavi cadenti, addossate e legate in capo dell'ultimo.                            |

#### Gonfaloni dei Quartieri Storici
Dal 1343 ogni quartiere storico era suddiviso a sua volta in quattro zone dette "Gonfaloni" formate dalle rispettive Parrocchie o Popoli, distinte da una propria arma parlante. I gonfaloni, già esistenti anche nella suddivisione in sestieri, vennero riformati, con l'istituzione dei quartieri, in nuovi gonfaloni; i gonfaloni del quartiere Oltrarno confluirono in toto nel quartiere di Santo Spirito. A queste insegne i guelfi aggiunsero il capo di Angiò. L'autorità del Gonfalone era subordinata a quella del quartiere. Ogni Gonfalone comprendeva determinate parti della città separate tra loro o dall'Arno o dalle mura o da alcune delle strade principali. Questa suddivisione aveva scopi amministrativi e militari e ciascun gonfalone doveva eleggersi un Gonfaloniere, chiamato “di compagnia”, perché doveva radunare e comandare una compagnia di milizie cittadine per la difesa del Palazzo dei Signori e della libertà popolare. I sedici Gonfalonieri costituivano poi una sorta di Consiglio che, opportunamente convocato, doveva discutere insieme al Gonfaloniere di Giustizia ed ai Priori di Libertà gli interessi della Repubblica.
| Stemma | Denominazione e Blasonatura                                                           |
| ------ | ------------------------------------------------------------------------------------- |
|        | Scala Di rosso alla scala d'argento posta in banda.                                   |
|        | Nicchio D'azzurro al riquadro d'argento caricato da cinque nicchi (conchiglie) rossi. |
|        | Sferza D'argento alla sferza a cinque code nera.                                      |
|        | Drago Di rosso al drago di verde.                                                     |

| Stemma | Denominazione e Blasonatura                                                         |
| ------ | ----------------------------------------------------------------------------------- |
|        | Bue D'oro al bue furioso di nero.                                                   |
|        | Lion Nero D'argento al leone di nero.                                               |
|        | Ruote D'argento ai tre cerchi concentrici di nero con in cuore la Croce del Popolo. |
|        | Carro D'azzurro alla ruota ad otto raggi d'oro.                                     |

| Stemma | Denominazione e Blasonatura                        |
| ------ | -------------------------------------------------- |
|        | Lion Bianco D'azzurro al leone bianco (d'argento). |
|        | Lion Rosso D'argento al leone rosso.               |
|        | Vipera D'oro alla vipera ondeggiante di verde.     |
|        | Unicorno D'azzurro all'unicorno d'oro.             |

| Stemma | Denominazione e Blasonatura                   |
| ------ | --------------------------------------------- |
|        | Chiavi D'oro alle due chiavi legate di rosso. |
|        | Drago D'oro al drago di verde.                |
|        | Lion d’Oro D'azzurro al leone d'oro.          |
|        | Vaio Troncato di rosso e di vaio.             |

## Arti Maggiori
Gli stemmi delle Arti Maggiori sono spesso parlanti o alludenti all'attività svolta dall'Arte stessa.
| Stemma | Denominazione Arte e Blasonatura |
| ------ | --- |
|        | Arte dei Giudici e Notai D'azzurro alla stella a otto raggi d'oro.                                                                                                  |
|        | Arte dei Mercatatanti o di Calimala Di rosso all'aquila d'oro artigliante un bianco torsello ammagliato.                                                            |
|        | Arte del Cambio Di rosso seminato di Fiorini d'oro. |
|        | Arte della Lana D'azzurro all' Agnus Dei bianco (d'argento) con aureola d'oro e bandiera del Popolo.                                                                |
|        | Arte della Seta o di Por Santa Maria D'argento alla porta rossa chiusa. (Talvolta si trovano versioni dello stemma che interpretano in modo diverso la blasonatura) |
|        | Arte dei Medici e Speziali D'argento alla Madonna col Bambino al naturale.                                                                                          |
|        | Arte dei Vaiai e Pellicciai Vaiato d'argento e nero col quartier franco azzurro con l'Agnus Dei.                                                                    |

## Arti Minori
Come quelli delle Arti Maggiori, anche le Arti Minori hanno per lo più stemmi alludenti alla loro attività lavorativa.
| Stemma | Denominazione Arte e Blasonatura                                                                                     |
| ------ | --- |
|        | Arte dei Beccai D'oro al becco (montone) rampante di nero.                                                           |
|        | Arte dei Calzolai D'argento alle tre fasce di nero.                                                                  |
|        | Arte dei Fabbri D'argento alla tenaglia nera posta in banda.                                                         |
|        | Arte dei Maestri di Pietra e di Legname Di rosso alla scure d'argento manicata d'oro.                                |
|        | Arte dei Linaioli e Rigattieri Partito di rosso e d'argento.                                                         |
|        | Arte dei Vinattieri D'argento alla coppa di rosso.                                                                   |
|        | Arte degli Albergatori D'argento alla stella a otto raggi di rosso.                                                  |
|        | Arte degli Oliandoli e Pizzicagnoli D'argento al leone rampante di rosso tenente un verde ramo di olivo.             |
|        | Arte dei Cuoiai e Galigai Partito d'argento e di nero.                                                               |
|        | Arte dei Corazzai e Spadai D'argento alla corazza e spada al naturale poste in palo.                                 |
|        | Arte dei Correggiai Troncato: nel primo d'argento, nel secondo d'argento a tre strisce (pali) ondate di rosso.       |
|        | Arte dei Legnaioli D'argento alla quercia al naturale con una cassa di legno disposta in fascia al centro del fusto. |
|        | Arte dei Chiavaioli Di rosso alle due chiavi d'argento addosate e legate da un nastro.                               |
|        | Arte dei Fornai Di rosso alla stella ad otto punte d'argento                                                         |

## L'Oste fiorentina
L'Oste (esercito) della Repubblica di Firenze era formato da personale fornito da sestieri e gonfaloni; aveva un'insegna partita d'argento e di rosso. L'organizzazione generale riproponeva quella della città, a capo delle truppe del sestiere c'era un capitano a cui afferivano i gonfalonieri che comandavano le truppe dei gonfaloni. Le insegne militari di tali reparti riprendevano dunque le insegne delle suddivisioni cittadine. La cavalleria di ciascun sestiere aveva una propria insegna, ogni cavaliere ne portava una in forma di fiamma affissa alla propria lancia; i reparti scelti della fanteria avevano una propria insegna.
(Giovanni Villani, Nova Cronica, Libro settimo, cap.XL)
| Insegna | Blasonatura                                                                                           |
| ------- | --- |
|         | L'Oste di Firenze Partito d'argento e di rosso.                                                       |
|         | Poste dell'Oste e Guardia del carroccio: insegna bianca D'argento alla crocetta (scorciata) di rosso. |
|         | Poste dell'Oste e Guardia del carroccio: insegna rossa Di rosso alla crocetta (scorciata) d'argento.  |
|         | Cavalleria del Sestiere Oltrarno D'argento pieno.                                                     |
|         | Cavalleria del Sestiere San Piero Scheraggio Fasciato di nero e d'oro.                                |
|         | Cavalleria del Sestiere Borgo Palato d'argento e d'azzurro.                                           |
|         | Cavalleria del Sestiere San Brancazio Di rosso pieno.                                                 |
|         | Cavalleria del Sestiere Porta san Piero D'oro pieno.                                                  |
|         | Balestrieri: Compagnia Bianca D'argento alla balestra al naturale.                                    |
|         | Balestrieri: Compagnia Rossa Di rosso alla balestra al naturale.                                      |
|         | Palvesari: Compagnia Bianca D'argento al palvese di rosso al giglio di Firenze d'argento.             |
|         | Palvesari: Compagnia Rossa Di rosso al palvese d'argento al giglio di Firenze di rosso.               |
|         | Arcadori: Compagnia Bianca D'argento all'arco al naturale.                                            |
|         | Arcadori: Compagnia Rossa Di rosso all'arco al naturale.                                              |
|         | Picconi D'argento al piccone al naturale                                                              |
|         | Salmeria D'argento al mulo di nero                                                                    |
|         | Zappe D'argento alla zappa al naturale                                                                |
|         | Pale D'argento alla pala al naturale                                                                  |
|         | Asce D'argento all'ascia al naturale                                                                  |

## Il Governo di Gualtieri di Brienne
Il Duca di Atene, durante il suo breve Governo, nominò nuovi priori ed assegnò loro un nuovo gonfalone di giustizia.
Segue la descrizione di Giovanni Villani:
“A dì XV d'ottobre il duca fece nuovi priori, i più artefici minuti, e mischiati di quelli che loro antichi erano stati Ghibellini; e diè loro un gonfalone di giustizia così fatto di tre insegne, ciò fu di costa all'asta l'arme del Comune, il campo bianco e‘l giglio rosso; e apresso in mezzo la sua il campo azzurro biliottato col leone ad oro, e al collo del leone uno scudetto dell'arme del popolo: appresso l'arme del popolo in campo bianco e alla croce vermiglia, e di sopra il rastrello del re.”
| Stemma | Descrizione e Blasonatura |
| ------ | --- |
|        | Gonfalone di Giustizia di Firenze sotto Gualtieri VI di Brienne detto il Duca di Atene |
|        | Stemma personale di Gualtieri VI di Brienne detto il Duca di Atene D'azzurro bigliettato d'oro al leone del secondo caricato sul collo dall'arme del Popolo di Firenze (d'argento alla croce di rosso). |